# Karschetz
Karschetz war ein polnisches Volumenmaß.
- In Galizien: 1 Karschetz = 0,123 Kubikmeter